# Elmira Darvarova
Elmira Svetozarova Durvarova (Plovdiv, República de Bulgària), és una violinista búlgara, la primera dona concertina de la història del Metropolitan Opera de Nova York. Actualment és una artista freelance. A causa de la seva llarga carrera als EUA, també es defineix com una violinista nord-americana d'origen búlgar.
La violinista Elmira Darvarova va ser el secret artístic més mal guardat de la Bulgària comunista. Les notícies sobre el talent de la jove virtuosa havien circulat a Occident durant la dècada de 1970, fins i tot van cridar l'atenció de Jascha Heifetz. Una col·laboració artística amb el llegendari violoncel·lista János Starker la va portar a la seva agosarada fugida de Bulgària. Va emigrar als Estats Units, on finalment es va convertir en la concertina de l'orquestra MET i fundadora del New York Chamber Music Festival.

## Biografia
Elmira Durvarova va néixer en una família de músics. El seu avi és un contrabaixista amateur, i el seu pare, Svetozar Durvarov, fa 45 anys que és violista a la Filharmònica de Plovdiv. Als 3 anys, Elmira va rebre el seu primer violí i el seu pare es va convertir en el seu primer professor de violí i solfeig.
Va fer el seu primer concert davant d'un públic als cinc anys: Concert per a violí de Janshinov. Als vuit anys, va debutar com a solista amb una orquestra amb un concert de Vivaldi amb la Filharmònica de Plovdiv en una sèrie de concerts a la Ciutat sota els turons i els voltant. Va estudiar a l'Escola Nacional de Música i Dansa de Plovdiv Dobrin Petkov, on el seu professor va ser Todor Katsarov. Es va graduar a l'escola el 1973. Va cursar el grau i el màster al Conservatori Estatal de Sofia. El 1977, va guanyar una beca per estudiar als Estats Units amb una dels violinistes de fama mundial, Yasha Heifetz, però no va poder marxar a causa d'un problema de visat.
Durvarova ha donat concerts i recitals a quatre continents i ha publicat més de 25 CD. Va ser solista de l'Orquestra Simfònica de la Ràdio de Viena, l'Orquestra Simfònica Estatal de Moscou, etc. Dirigeix el New York Piano Quartet i el Delphinium Trio. També actua en duo amb el pianista Fernando Otero i amb el quintet Quinteto del Fuego. És presidenta i directora artística del New York Chamber Music Festival, encapçala els jurats de concursos internacionals a Verona i Plovdiv. 1981-1983, Durvarova va ser becada del British Council i va estudiar a la Guildhall School de Londres. Més tard va estudiar al Conservatori de Ginebra amb el violinista Henrik Schering amb una beca seva. Amb l'ajuda del violoncel·lista nord-americà i del seu futur soci de concert Janos Starker, Durvarova va ser convidada a ensenyar a la Universitat de Bloomington, Indiana, EUA, com a assistent del famós concertista de l'Orquestra de Cleveland, Joseph Gingold, on va estar entre 1986 i 1988. El director d'orquestra Herbert von Karajan la va triar per participar en un dels seus projectes d'enregistrament de vídeo.
Després, en pocs mesos, va ser successivament concertina de l'Orquestra Simfònica de Columbus, Ohio, i de l'Orquestra Filharmònica de Rochester, Nova York. Després de la mort de Guy Lumia, concertino de l'Òpera Metropolitana de Nova York, Durvarova i un altre búlgar - Konstantin Stoyanov, es van convertir en concertistes successivament, respectivament de 1989 a 1993 (Darvarova) i de 1993 a 1999 (Stoyanov). Va causar sensació quan va guanyar el concurs per al lloc de concertino, convertint-se en la primera (i única) dona concertina en la història de l'Òpera Metropolitana. Després que Stoyanov va prendre el càrrec, Durvarova es va convertir en concertista associada a l'Òpera.
Durant 13 temporades, de 1990 a juny de 2003, Durvarova va ser concertista de la Grant Park Symphony Orchestra, finançada amb fons públics, que va fer concerts gratuïts durant els mesos d'estiu al Grant Park Music Festival al Millennium Park de Chicago, Illinois.
És la dona d'Howard Wall, músic de l'Orquestra de Filadèlfia de 1975 a 1994 i de la Filharmònica de Nova York des de 1994.

## Registres
Durvarova interpreta i grava música de cambra juntament amb alguns dels músics més famosos com el pianista i director James Levine, el violoncel·lista Janos Starker, el contrabaixista Gary Carr, el pianista Pascal Roger. Els seus discos han estat publicats per segells com Sony, Deutsche Grammophon i EMI.
En una entrevista, la violinista va dir que s'enorgulleix d'estar entre els intèrprets que «ressusciten obres de compositors talentosos que s'han enfonsat en l'oblit per una raó o una altra». L'any 2013, el seu enregistrament de la Sonata per a violí i piano d'Amanda Röntgen-Maier (1853-1894), sense interpretar durant més de 100 anys, va treure a la llum l'obra d'aquesta oblidada violinista i compositora sueca, íntima amiga i socia de Brahms.
El 2014, Durvarova va gravar juntament amb l'Orquestra de la Ràdio de Viena Concerto per a violí de Vernon Duke (pseudònim del compositor Vladimir Dukelsky, suggerit per George Gershwin). El concert, creat el 1940-1941, està dedicat extraoficialment a la violinista Jaša Heifetz. Malgrat una càlida acollida inicial a la seva estrena de 1943 a Boston, mai es va gravar i no va guanyar força, encara que s'ha comparat amb les obres mestres del concert de Stravinski i Serguei Prokófiev. Després d'uns sis anys de treball en el concert, les notes per a les quals va rebre personalment de la vídua de Duke, Durvarova va fer l'estrena mundial d'aquest concert i el va redescobrir per al món 75 anys més tard.

## Honors
El 1982, Elmira Durvarova va rebre un diploma honorífic al Concurs Internacional Txaikovski de Moscou.
El maig de 2015, en el marc del Festival Europeu de Música de Sofia, Elmira Durvarova va ser una de les guardonades en la vintena edició jubilar dels premis Ploma d'Or.
El 25 de setembre de 2015, va ser nominat al premi Grammy llatí a la categoria de millor àlbum del tango. La nominació és per a l'àlbum Piazzolla: From Etudes to Tangato, en el qual va col·laborar amb el pianista Octavio Brunetti, aclamat com un dels successors d'Astor Piazzolla, però que va morir sobtadament l'agost de 2014 abans de fer 40 anys.